# Корнеед Мокржецкого
Корнеед Мокржецкого (лат.  Dorcadion mokrzheckii) — вид жуков-усачей рода корнеедов из подсемейства ламиин. Видовое название дано в честь польского энтомолога Сигизмунда Александровича Мокржецкого (Zygmunt Atanazy Mokrzecki; 1865—1936).

## Описание
Жуки длиной 11 - 14,5 мм. Надкрылья покрыты густыми волосками с четко выраженной спинной и плечевой полосами, без заметных точек. 
Внешняя спинная полоска уже плечевой, но не шовной полоски. 

## Ареал
Локальный эндемик Крыма, где встречается на Керченском полуострове. Известен из трёх локалитетов по редким находкам.

## Биология
Генерация двухлетняя. Жуки встречаются в апреле, преимущественно в середине месяца на относительно супесчаных почвах. Встречается на хорошо разогретых солнечными лучами участках, с разреженным травостоем степного типа. Населяет целинную степь, овраги, горные склоны. Жуки питаются листьями диких злаковых растений, а личинки - их корнями.

## Охрана
Очень редкий вид. Численность сокращается из-за разрушения целинных степных биотопов в ходе распашки. Занесён в Красную книгу Украины.